# Spilimbergo
Spilimbergo (Spilimberc en frioulan) est une commune d'environ 12 000 habitants de la province de Pordenone, dans la région autonome du Frioul-Vénétie Julienne en Italie, sur la rive droite du Tagliamento.

## Histoire
L'histoire de Spilimbergo commence vers le XIe siècle, lorsque les comtes de Spengenberg, originaires de Carinthie, s'installent dans la région en tant que vassaux du patriarche d'Aquilée. Le nom du village est dérivé du castrum de Spengenberg, nom du château.
La présence humaine a des origines beaucoup plus anciennes. Dans le hameau de Gradisca, les restes d'un castelliere, une petite colonie ou village fortifié protohistorique de l'âge du bronze et de l'âge du fer, ont été identifiés, tandis que le castrum lui-même pourrait remonter à la Rome antique : une route y passait, venant de Sacile, traversait le Tagliamento, puis se dirigeait vers l'Allemagne.
Au cours des siècles qui ont suivi l'installation des Spengenberg, Spilimbergo s'est développé à la fois comme bastion militaire et comme centre de transit commercial, connaissant une croissance démographique et urbaine remarquable, grâce aussi à l'arrivée des « étrangers » tels que les Lombards, les Toscans et les Juifs. En 1284, le comte Walterpertoldo II commence la construction de la cathédrale, l'un des monuments romano-gothiques les plus remarquables du Frioul ; le Palazzo del Daziario, la maison du Capitaine et la Loggia (actuel hôtel de ville) sont contemporains. En 1326, à l'initiative des comtes Bregonia et Bartolomeo, la juridiction de Spilimbergo se dote même de son propre corpus législatif, le « Statut du Pays de Spilimbergo ».
En 1420, la ville suit le sort du Patriarcat du Frioul et passe sous la domination de la république de Venise.
La guerre de la Ligue de Cambrai affecte particulièrement la région qui est le théâtre de l'affrontement entre les factions pro-impériale (Strumeri) et pro-vénitienne (Zamberlani). En 1511, le château est attaqué et incendié.
Malgré tout, dans les années suivantes, Spilimbergo poursuit sa période de prospérité économique, qui se reflète également sur le plan culturel. La reconstruction du château dans des formes Renaissance et les œuvres laissées par des artistes célèbres tels que Giovanni Antonio Pilacorte, Le Pordenone, Pomponio Amalteo, Gasparo Narvesa et Irene di Spilimbergo, datent de cette période. Dans le domaine littéraire, Gian Domenico Cancianini, Eusebio Stella et Bernadino Partenio se distinguent, ce dernier étant le fondateur d'une académie pour l'étude du latin, du grec ancien et de l'hébreu. L'apport transmis par certaines familles dynamiques d'origine bourgeoise comme les Balzaro, les Monaco, les Stella, les Cisternini, les Fannio et les Santorini est remarquable.
Après la chute de la république de Venise en 1797, Spilimbergo traverse les événements convulsifs du royaume d'Italie (1805-1814) napoléonien, puis est rattaché à l'empire d'Autriche à partir de 1814. Certains de ses citoyens se distinguent lors des Printemps des peuples en 1848, notamment Giovanni Battista Cavedalis et Leonardo Andervolti, mais ce n'est qu'après la troisième guerre d'indépendance italienne (1866) que le Frioul devient une partie du royaume d'Italie (1861-1946).
Ces dernières années, la tradition artistique de la ville n'a pas cessé avec la fondation de l'école internationale de mosaïques du Frioul, du nom d'Irene di Spilimbergo.
Spilimbergo est parmi les communes les plus touchées par le séisme du 6 mai 1976 au Frioul : la ville pleure une victime et voit la dévastation de son patrimoine historique et artistique. La reconstruction des années suivantes conduit à la renaissance de la ville.

## Géographie
La ville est l'un des principaux centres urbains de la vallée du Tagliamento, principal fleuve du Frioul.

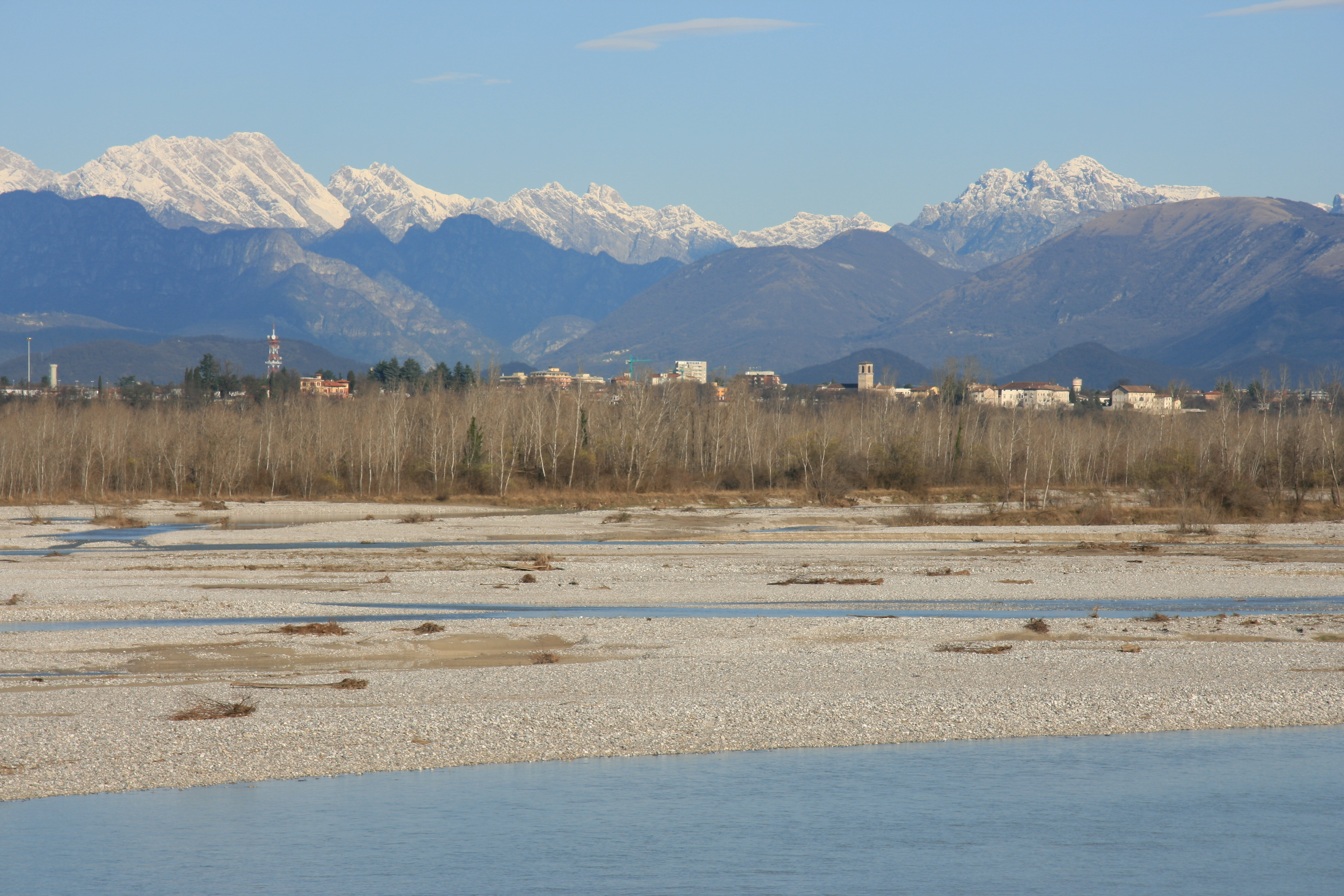
Spilimbergo vue du fleuve Tagliamento avec les Préalpes carniques au fond.

## Administration
| Période                                  | Période  | Identité          | Étiquette     | Qualité |
| ---------------------------------------- | -------- | ----------------- | ------------- | ------- |
| 2003                                     | 2008     | Arturo Soresi     | Ligue du Nord |         |
| 2008                                     | 2018     | Renzo Francesconi | Centre-Droit  |         |
| 2018                                     | En cours | Enrico Sarcinelli | Centre-Droit  |         |
| Les données manquantes sont à compléter. |          |                   |               |         |

.

### Hameaux
Barbeano, Baseglia, Gaio, Gradisca, Istrago, Tauriano, Vacile.

### Communes limitrophes
Arba, Dignano, Flaibano, Pinzano al Tagliamento, San Daniele del Friuli, San Giorgio della Richinvelda, Sequals, Vivaro.

## Monuments et lieux d'intérêt

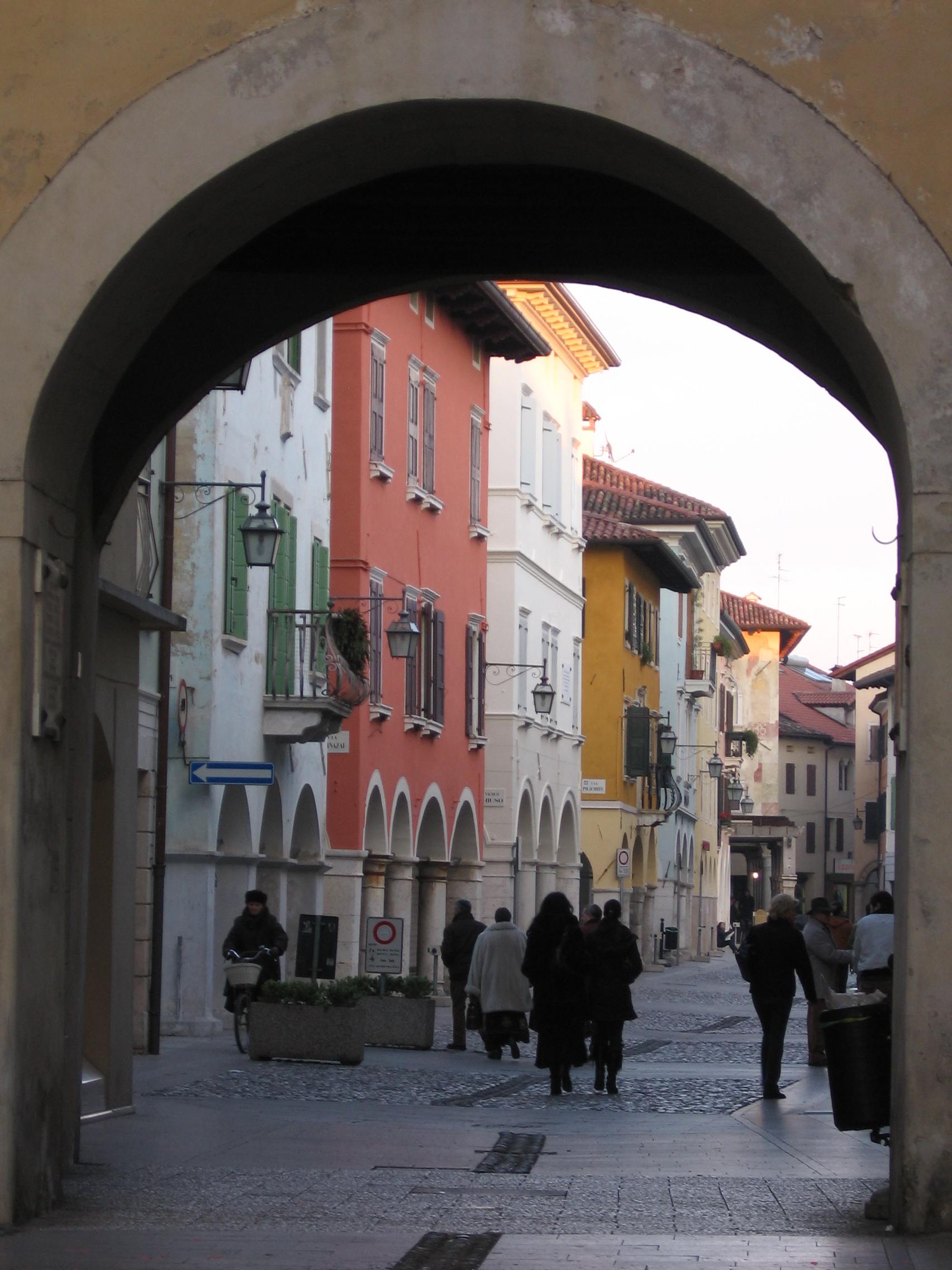
Corso Roma.

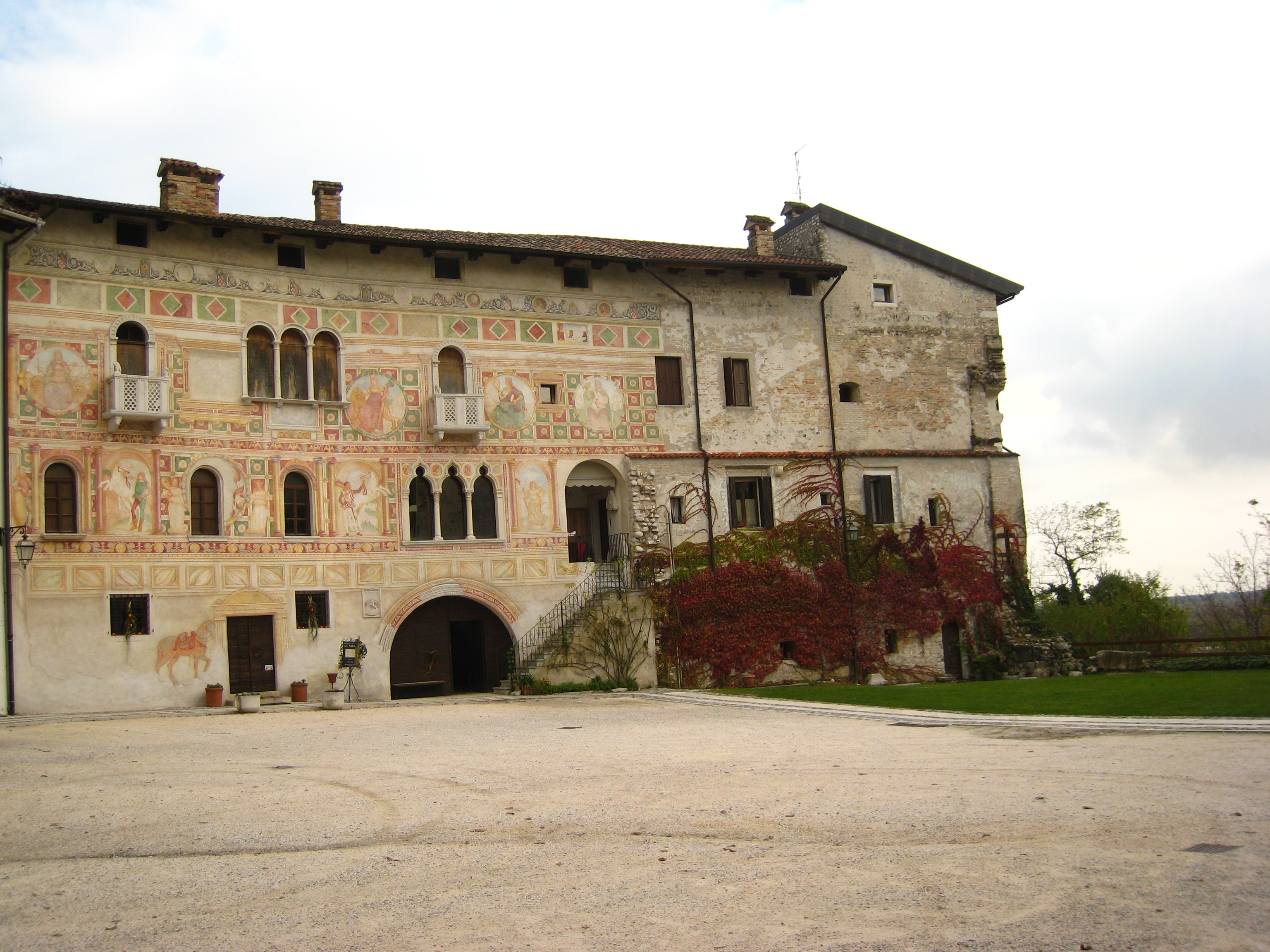
Château.

Le Corso Roma est certainement le cœur de la ville, qui traverse le centre historique d'est en ouest, lieu de promenade dominé par des bâtiments historiques multicolores.
La Tour occidentale, datant du XIVe siècle et qui était l'entrée du Borgo Nuovo fermé par la troisième muraille, aujourd'hui disparue, se dresse à l'ouest. En continuant vers l'est, se trouvent : le Palazzo Monaco, la Piazza Garibaldi, le centre de la ville, puis, au sud de la place, l'église San Giuseppe et Pantaleone qui conserve son chœur en bois, et l'église San Giovanni.
Plus loin, la Tour orientale appartenait à la deuxième muraille de la ville. Nichée le long de la tour, la Maison Peinte est ornée de fresques du XVIe siècle représentant des scènes de la vie d'Hercule.
Le Corso Roma se termine sur la Piazza du Duomo, bordée au sud par la cathédrale datant du XIIIe siècle. Le Palazzo de Daziaro et au nord la Loggia della Macia, sur la colonne d'angle de laquelle la Macia, unité de mesure autrefois utilisée dans le commerce est encore visible, se situent face à la place, à l'ouest.
Depuis la place, un pont sur l'ancien fossé permet d'accéder au château, le bâtiment le plus à l'est de la ville, construit au bord de la rivière Tagliamento. Le premier document qui parle du Castrum de Spengenberg date de 1120. Détruit par un incendie en 1511, il est reconstruit selon les plans de la Renaissance. Le Palazzo Dipinto et le Palazzo Tadea, construction achevée en 1566 par Tadea, veuve du comte Bernardino, ont été construits dans son enceinte.
Le Palazzo di Sopra, récemment restauré et aujourd'hui siège de la municipalité, se trouve au nord du château. Devant le bâtiment s'étend le quartier de Valbruna, avec sa structure médiévale typique.
Entre le château et le Palazzo di Sopra, à côté de la route qui descend vers le lit de la rivière Tagliamento, se trouve la petite église d'Ancône. Dans le hameau de Baseglia se trouve l'église de Santa Croce qui expose un important cycle de fresques de Pomponio Amalteo. L'église San Nicolò in Tauriano  est une autre église avec des fresques intéressantes du XVIe siècle.

## Langues et dialectes
À Spilimbergo, à côté de l'italien, la population utilise le frioulan. Conformément à la Résolution n. 2680 du 3 août 2001 du Conseil de la Région Autonome du Frioul-Vénétie Julienne, la Commune est incluse dans la zone territoriale de protection de la langue frioulane aux fins de l'application de la loi 482/99, loi régionale 15/ 96 et loi régionale 29 / 2007.
Le frioulan parlé à Spilimbergo est l'une des variantes appartenant au frioulan occidental.

## Manifestations
La cité est réputée pour son école internationale, son festival international « Folkest », ses marchés-foires oenogastronomiques, son exposition internationale photographique et l'évocation historique de la Macia, une manifestation traditionnelle qui se déroule à la mi-août et qui prend le nom d'une ancienne mesure de longueur utilisée à partir du XVe siècle dans le commerce des tissus.